# طوطی‌ماهی خال‌سیاه
طوطی‌ماهی خال‌سیاه (نام علمی: Austrolabrus maculatus) نام یک گونه از خانواده زمردماهیان است.